# Аттика (децентрализованная администрация)
Аттика (греч. Αποκεντρωμένη Διοίκηση Αττικής, ΑΔΑ) — одна из семи децентрализованных администраций Греции. 
Создана в 2011 году по программе «Калликратис», является региональным органом государственной власти и частью административного деления. 
Включает в себя одну периферию — Аттику. 
Административным центром является община Афины. 
Главой администрации является координатор, которого назначает правительство Греции. Действующий координатор — Спирос Кокинакис (Σπυρίδων (Σπύρος) Κοκκινάκης).